# Jedci smrti
Jedci smrti (v izvirniku angleško Death Eaters) so skupina izmišljenih likov v fantazijskem svetu serije o Harryju Potterju avtorice J. K. Rowling.
Jedci smrti so coprniki, privrženci glavnega antagonista Mrlakensteina, ki se zavzemajo za očiščenje čarovniške skupnosti z odstranitvijo vseh, ki imajo v sebi bunkeljsko kri (torej potomcev ne-čarovniških staršev). Poleg tega želijo ustvariti nov red z Ministrstvom za čaranje in terorizirajo čarovniško skupnost s pobijanjem nasprotnikov (predvsem članov Feniksovega reda). Vsi niso prostovoljno Jedci smrti - nekateri so pod kletvami ali pa so Jedci smrti zaradi strahu pred Mrlakensteinom. Na levi roki nosijo »Mojstrovo znamenje«, ki je v obliki lobanje, ki ji iz ust leze kača. To znamenje Mrlakenstain uporablja da katerega koli med njimi prikliče k sebi ali se on udejanji ob njemu. Pogosto nosijo ogrinjala s kuto in maske.
Kot skupina se prvič pojavijo v delu Harry Potter in ognjeni kelih, posamezni člani pa že v predhodnjih knjigah. Jedci smrti so bili: 
- Krasotilya L'Ohol,
- Robaus Raws,
- Lucius Malfoy - oče Dreca Malfoya,
- Draco Malfoy
- Narcissa Malfoy - mati Dreca Malfoya
- Marius Mally,
- Fenrir Siwodlack,
- Alecto in Amycus Carrow,
- Igor Karkaroff,
- očeta Crabbe in Goyla,
- Profesor Smottan, ...

Malfoyjevi so edini, ki preživijo v sedmem delu v boju na Bradavičarki.